# 24p True Cinema
24p True Cinema — формат (режим) воспроизведения видео на телевизоре, c частотой кадров с прогрессивной разверткой, при котором за 1 секунду отображается 24 кадра, как на плёночном кинопроекторе. Режим был предложен фирмой Sony и получил большое распространение. Данный режим в основном доступен на аппаратуре стандарта HDTV. Сегодня формат 24p всё чаще используется по эстетическим причинам, обеспечивая пленочные характеристики движения в получаемом изображении. 
Причиной появления режима 24p стало недовольство некоторых киноманов тем, что оцифрованные с киноплёнки фильмы воспроизводились на телевизорах системы PAL со скоростью 25 кадров в секунду (так предусматривает система PAL), в то время как фильмы снимались со стандартной скоростью 24 кадра в секунду. В результате движения актёров на телеэкране оказывались чуть более быстрыми, чем на самом деле, а голоса актёров чуть более высокими, чем на самом деле. Погрешность составляла 4 % (то есть 1/25), для звука это соответствует 0,35 тона; большинству людей такая небольшая погрешность незаметна. Видеотехника, поддерживающая режим 24p, позволяет избежать искажений, воспроизводя видеоматериал со скоростью ровно 24 кадра в секунду.